# Кавалерово
Кавале́рово — посёлок городского типа, административный центр Кавалеровского муниципального округа Приморского края России. Название получил в память о поселенце, кавалере Георгиевского креста Фёдоре Пополитове.

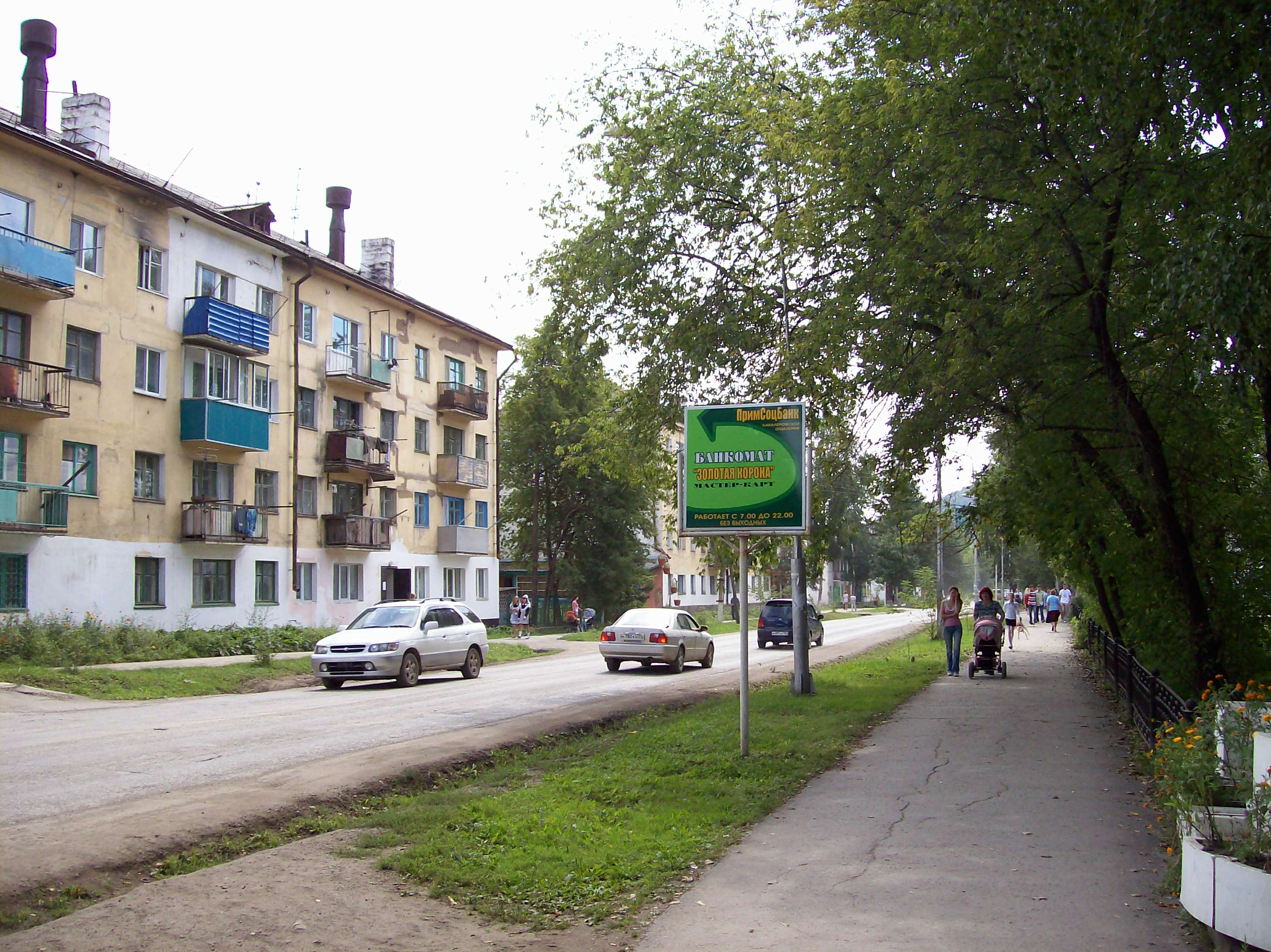
Улица Арсеньева

## География
Расположен в долине реки Зеркальной, через посёлок протекает река Кавалеровка. Автомобильными дорогами связан с городами Дальнегорск, Арсеньев и посёлком Ольга.

## История

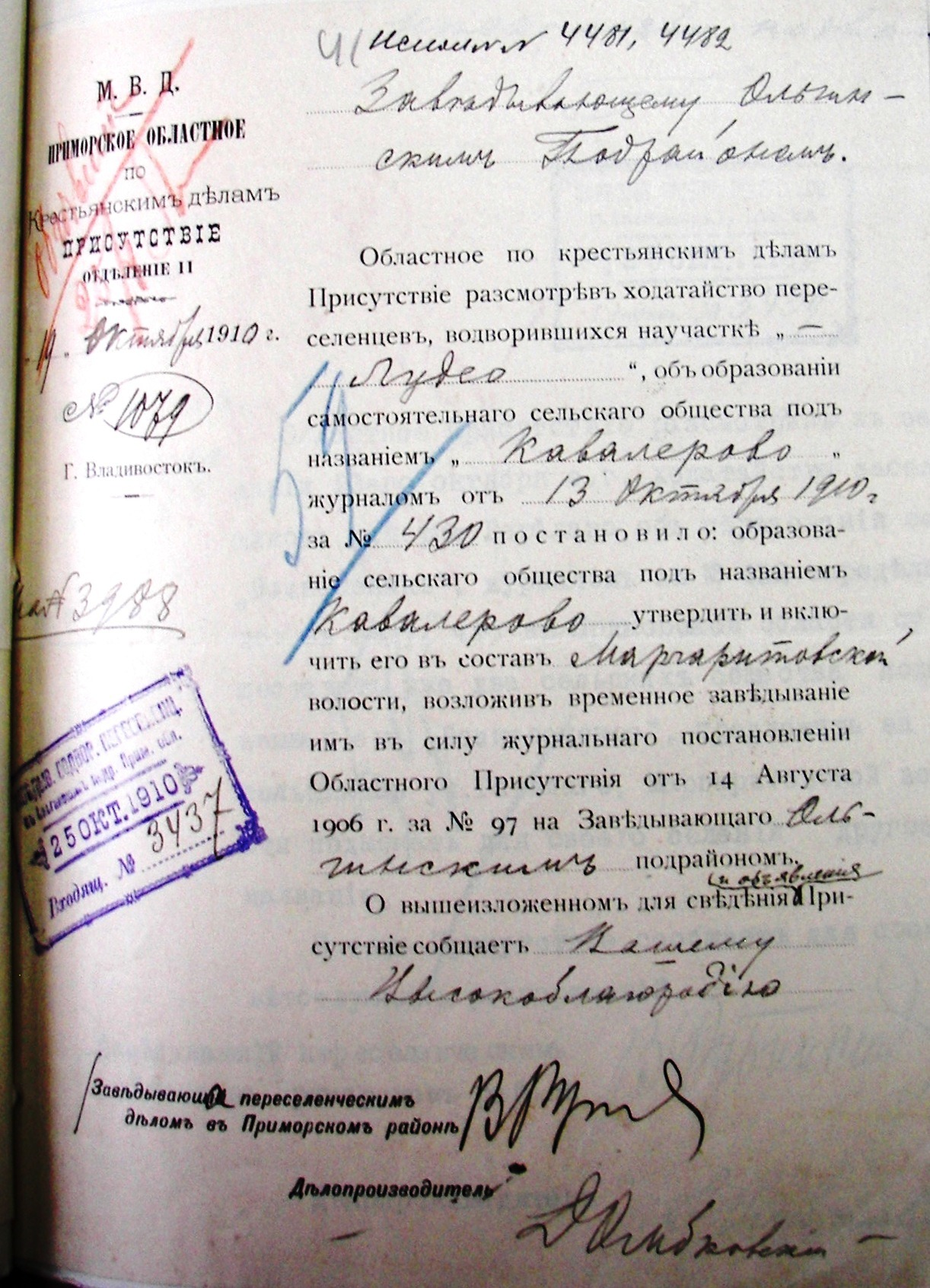
Постановление об утверждении Кавалеровского сельского поселения

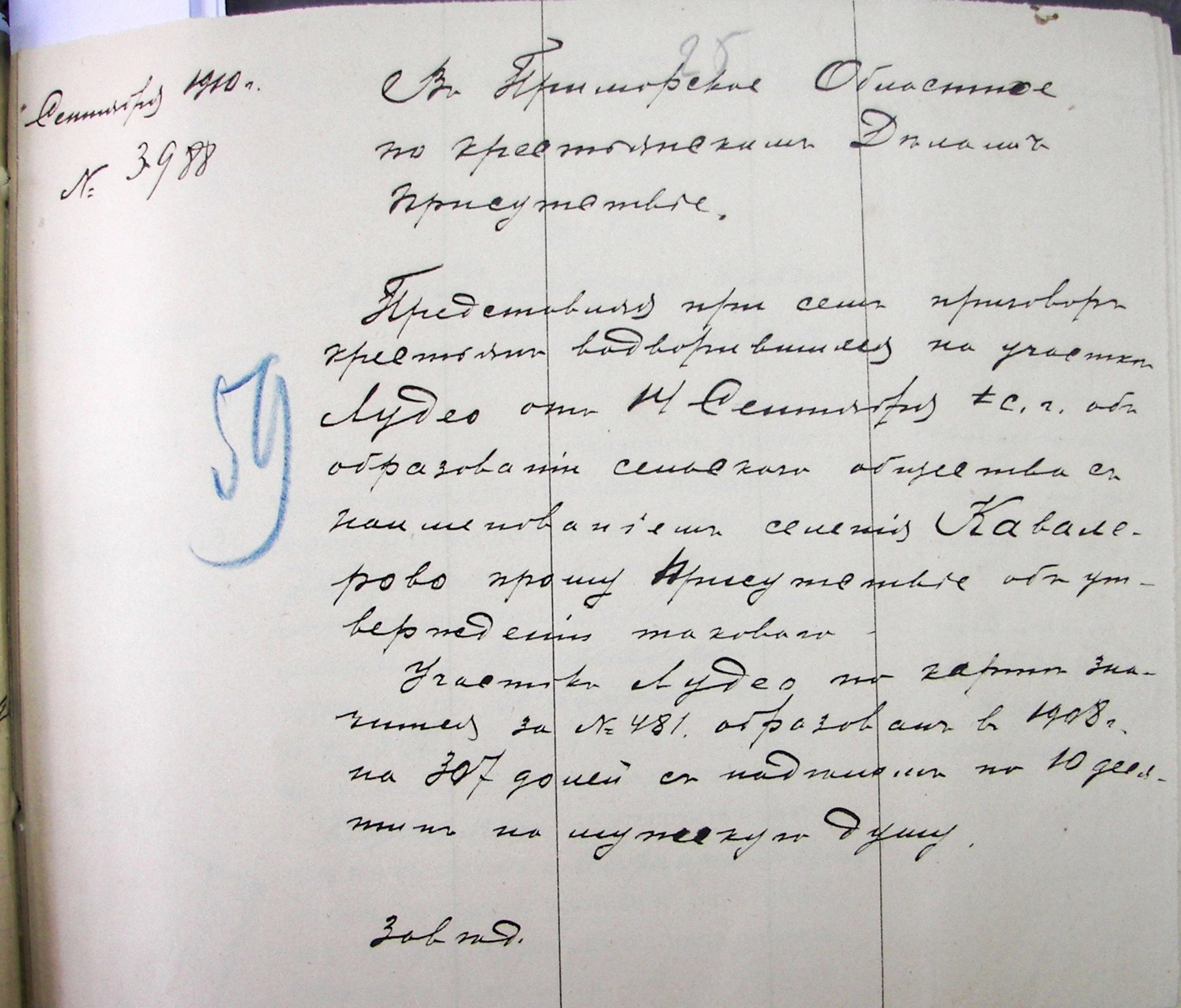
Прошение об образовании Кавалеровского сельского поселения

Основан в 1910 году Фёдором Дмитриевичем Пополитовым, георгиевским кавалером, уроженцем Воронежской губернии, в честь которого посёлок и получил название. Статус посёлка городского типа — с 1950 года.

## Население
| 1915    | 1926    | 1959    | 1970    | 1979    | 1989    | 2002    |
| ------- | ------- | ------- | ------- | ------- | ------- | ------- |
| 240     | ↗245    | ↗11 875 | ↗16 415 | ↗20 083 | ↘19 336 | ↘17 358 |
| 2006    | 2008    | 2009    | 2010    | 2011    | 2012    | 2013    |
| ↗17 400 | ↘17 130 | ↘17 008 | ↘15 381 | ↘15 347 | ↘15 227 | ↘15 087 |
| 2014    | 2015    | 2016    | 2017    | 2018    | 2019    | 2020    |
| ↘14 916 | ↘14 659 | ↘14 614 | ↘14 525 | ↘14 437 | ↘14 259 | ↘14 155 |
| 2021    | 2023    | 2024    |         |         |         |         |
| ↘13 494 | ↘13 262 | ↘13 100 |         |         |         |         |

## Экономика
Экономика района в советский период определялась деятельностью градообразующего предприятия — Хрустальненского горно-обогатительного комбината, который вёл добычу и обогащение оловянной руды. ХГОК включал в себя шесть рудников («Хрустальный», «Центральный», «Силинский», «Высокогорский», «Юбилейный», «Арсеньевский»), три обогатительные фабрики (ЦОФ, или ОФ № 1 — посёлок Фабричный, ОФ № 2 — посёлок Рудный, ОФ № 3 — посёлок Высокогорск), сейчас предприятие закрыто. Также работали лесхоз и авторемонтный завод; завод железобетонных изделий при СУ-1.
Современная экономика района в целом дотационная, определяется лесозаготовительной деятельностью.

## Транспорт
Кавалерово расположено на федеральной трассе 05Н-100 (ранее А 181) на которой расположены населённые пункты Осиновка — Рудная Пристань.
Основное сообщение с другими районами Приморского края — междугородние автобусные перевозки. От автовокзала посёлка Кавалерово ежедневно выполняются рейсы в Дальнегорск, Арсеньев, посёлок Ольга, Спасск-Дальний, Владивосток, Хабаровск.
Посёлок имеет собственный аэропорт. Каждый день выполняется авиарейс на самолёте DHC-6 Twin Otter Владивосток — Кавалерово — Владивосток. Со 2 июля 2015 г. возобновлены авиарейсы Кавалерово — Хабаровск. Все рейсы выполняются авиакомпанией «Аврора». До 1990-х годов выполнялись авиарейсы на самолёте Як-40 во Владивосток, Ан-2 в Терней и Пластун. Аэродром используется также для санитарной авиации.

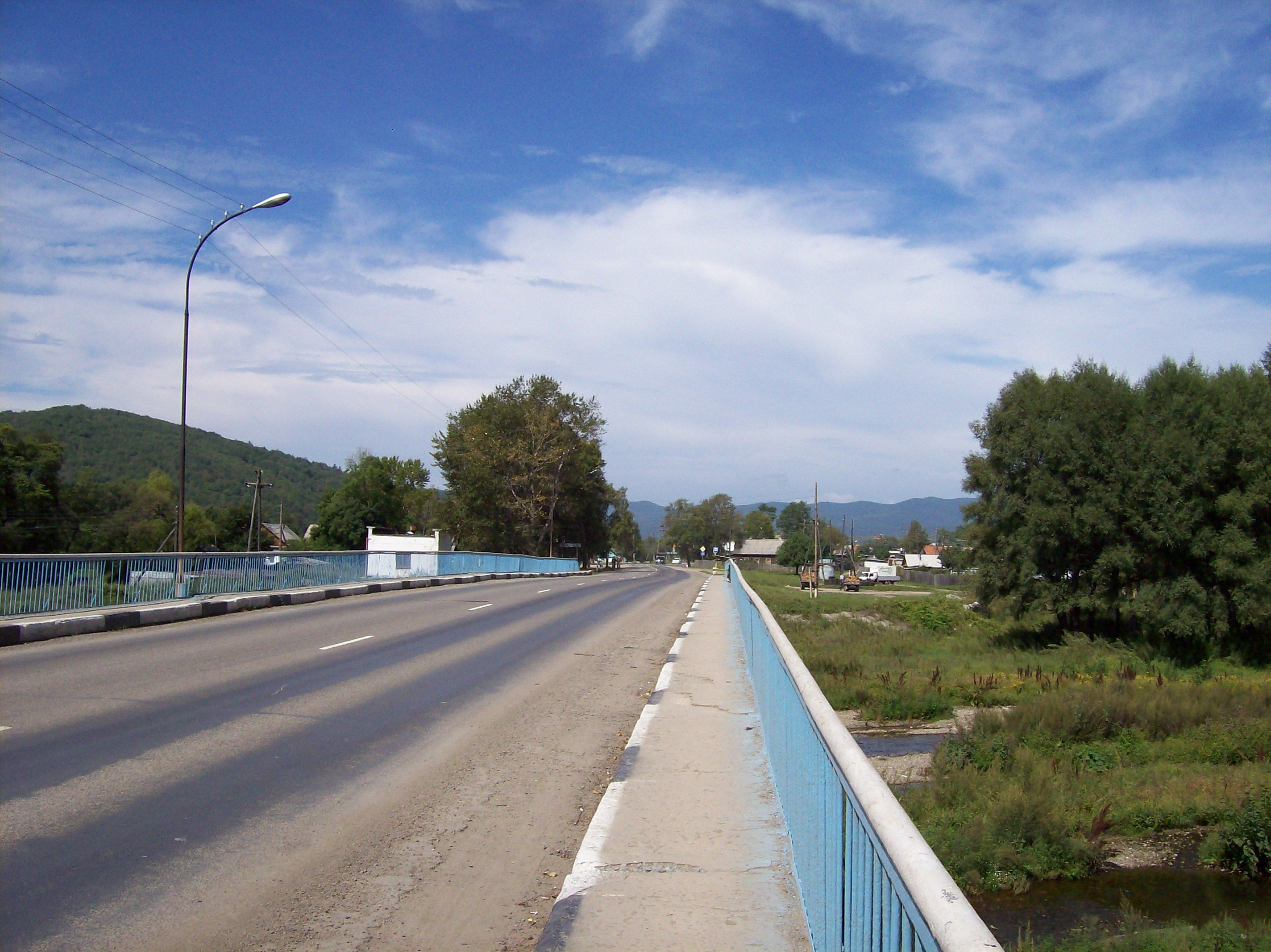
Мост "Корейский" через реку Кавалеровку.
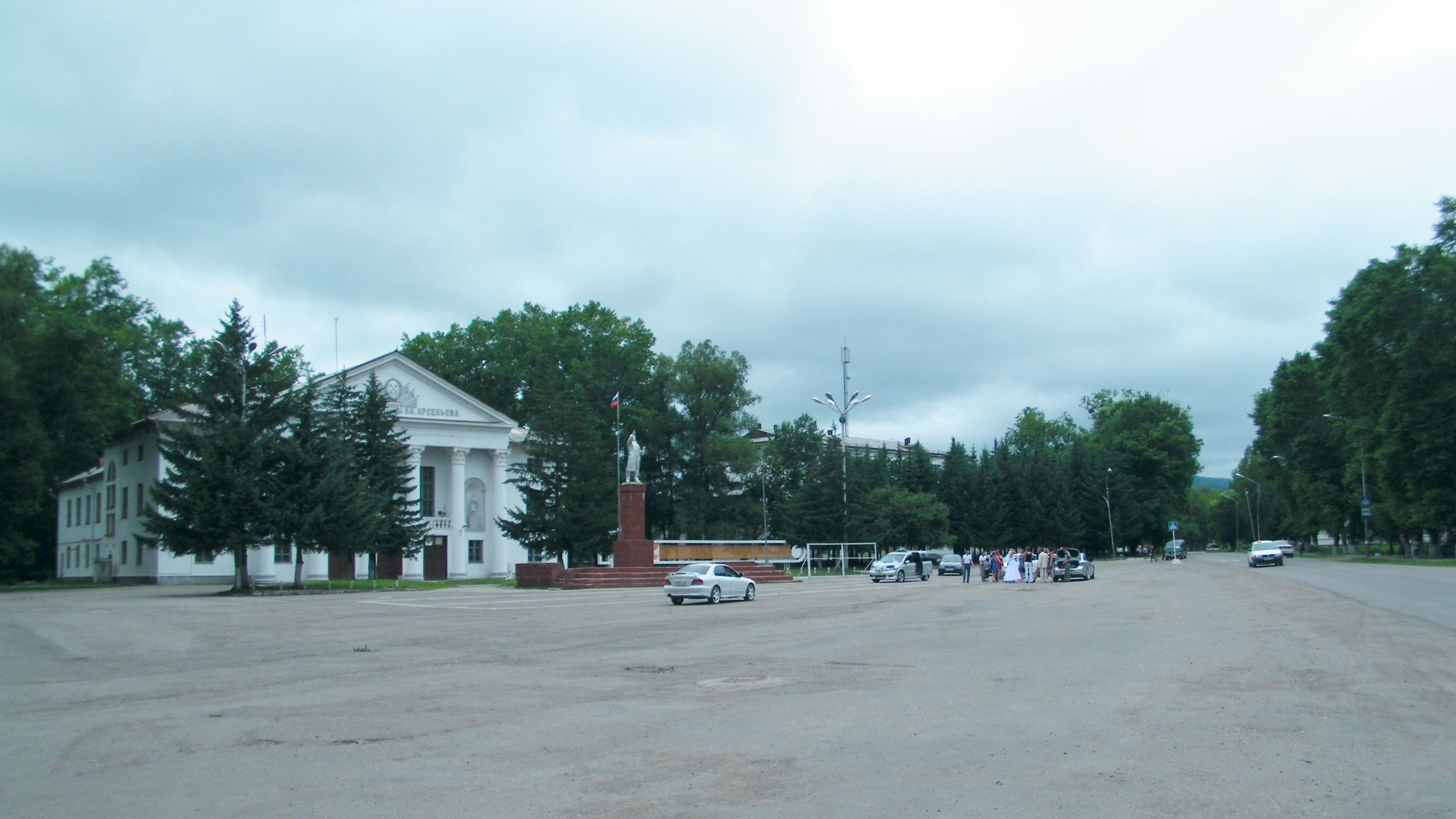
Дом культуры им. Арсеньева.
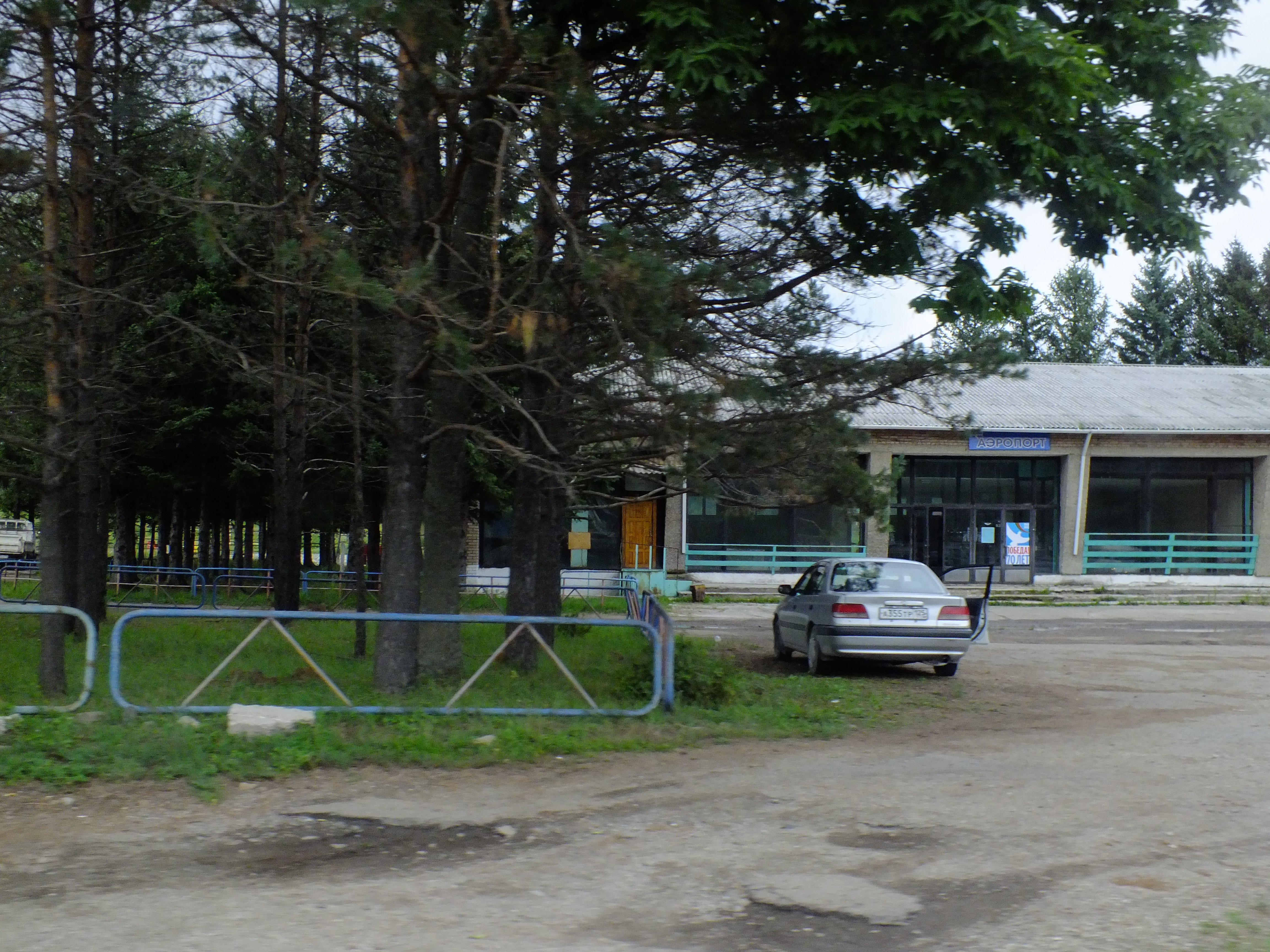
Кавалерово, здание аэропорта.
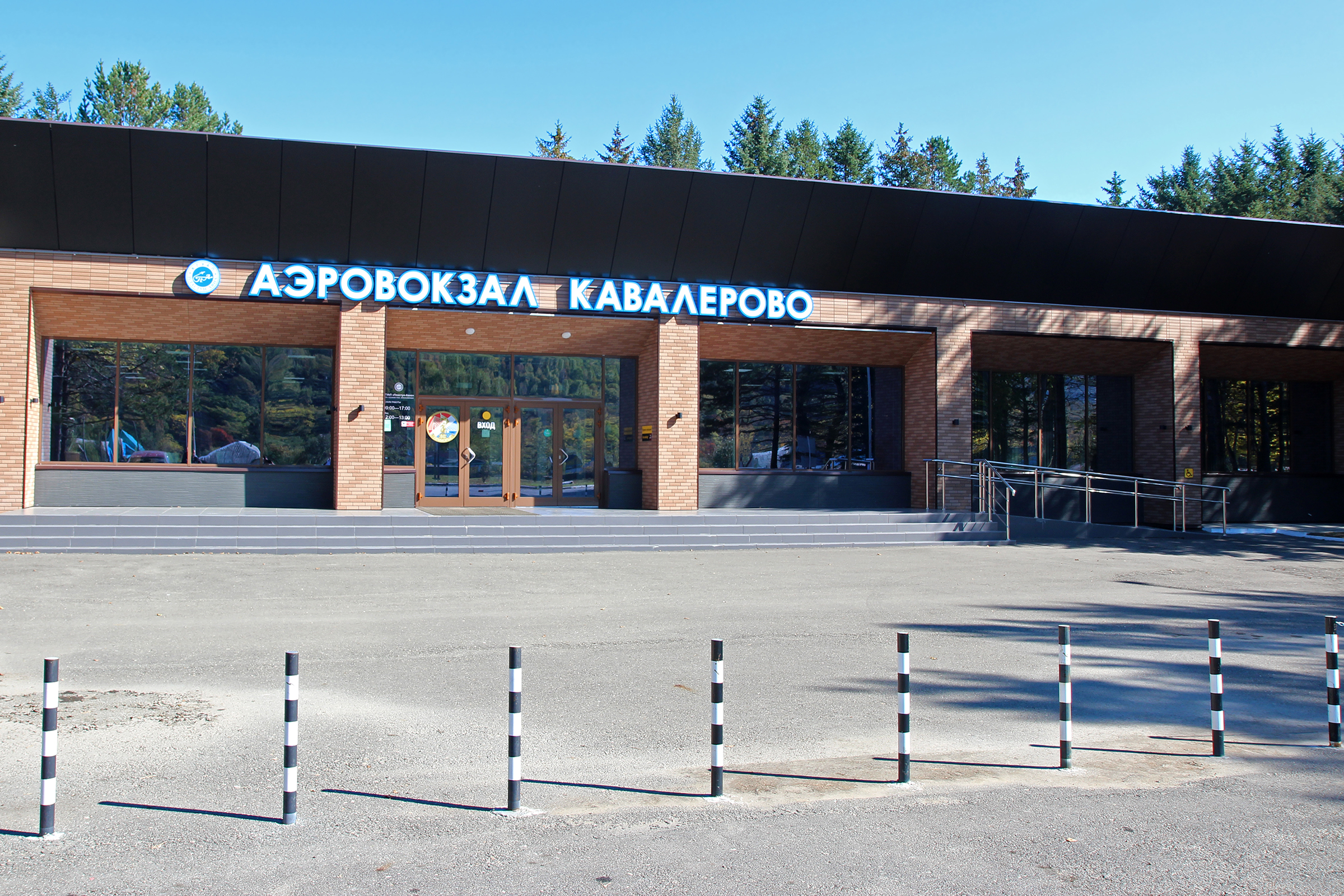
Аэровокзал Кавалерово после ремонта

## Климат
| Показатель                    | Янв.  | Фев.  | Март | Апр. | Май  | Июнь | Июль | Авг. | Сен. | Окт. | Нояб. | Дек.  | Год |
| ----------------------------- | ----- | ----- | ---- | ---- | ---- | ---- | ---- | ---- | ---- | ---- | ----- | ----- | --- |
| Средний суточный максимум, °C | −8,6  | −5,6  | 0,0  | 8,1  | 14,1 | 18,7 | 21,8 | 22,8 | 18,6 | 11,4 | 2,0   | −6    | 8,2 |
| Средняя температура, °C       | −12,8 | −10   | −3,7 | 4,4  | 10,1 | 14,8 | 18,2 | 19,4 | 15,0 | 7,6  | −1,8  | −10,1 | 4,3 |
| Средний суточный минимум, °C  | −16,6 | −14,3 | −8,1 | 0,3  | 6,1  | 11,0 | 14,9 | 16,1 | 11,3 | 4,1  | −5,1  | −13,8 | 0,6 |
| Источник:                     |       |       |      |      |      |      |      |      |      |      |       |       |     |

## Достопримечательности
- Скала Дерсу — естественное укрепление использовалось в бохайское время как охранно-сторожевой пункт, контролировавший данный участок долины реки Зеркальной. Согласно местной легенде на этой скале произошла первая встреча исследователя Дальнего Востока В. К. Арсеньева и его проводника Дерсу Узала[28]
- Краеведческий музей Архивная копия от 13 сентября 2018 на Wayback Machine — районный краеведческий музей открыт 8 мая 1985 года
- Пещера сверчков Архивная копия от 25 декабря 2018 на Wayback Machine — памятник природы регионального значения

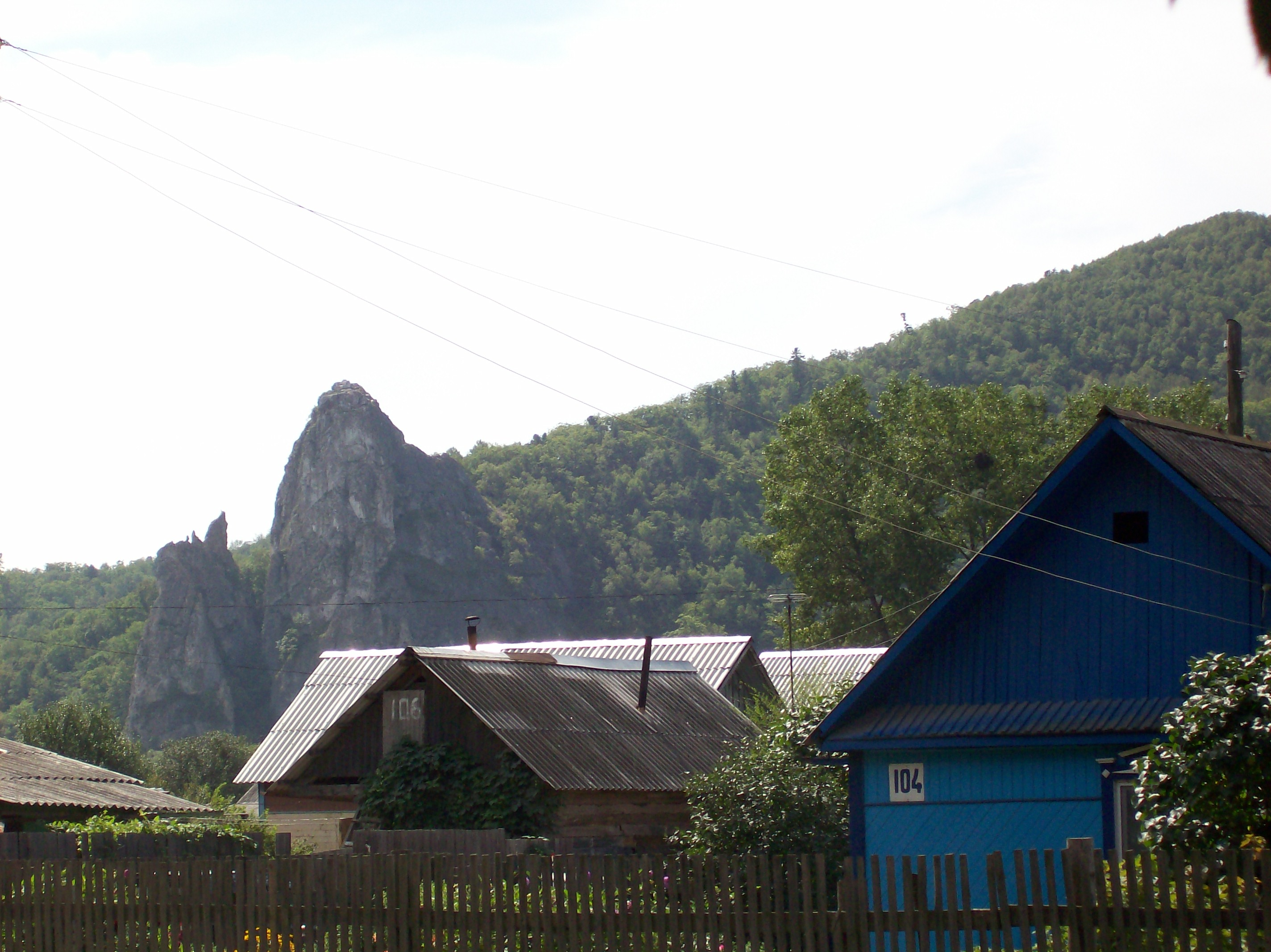
Скала Дерсу
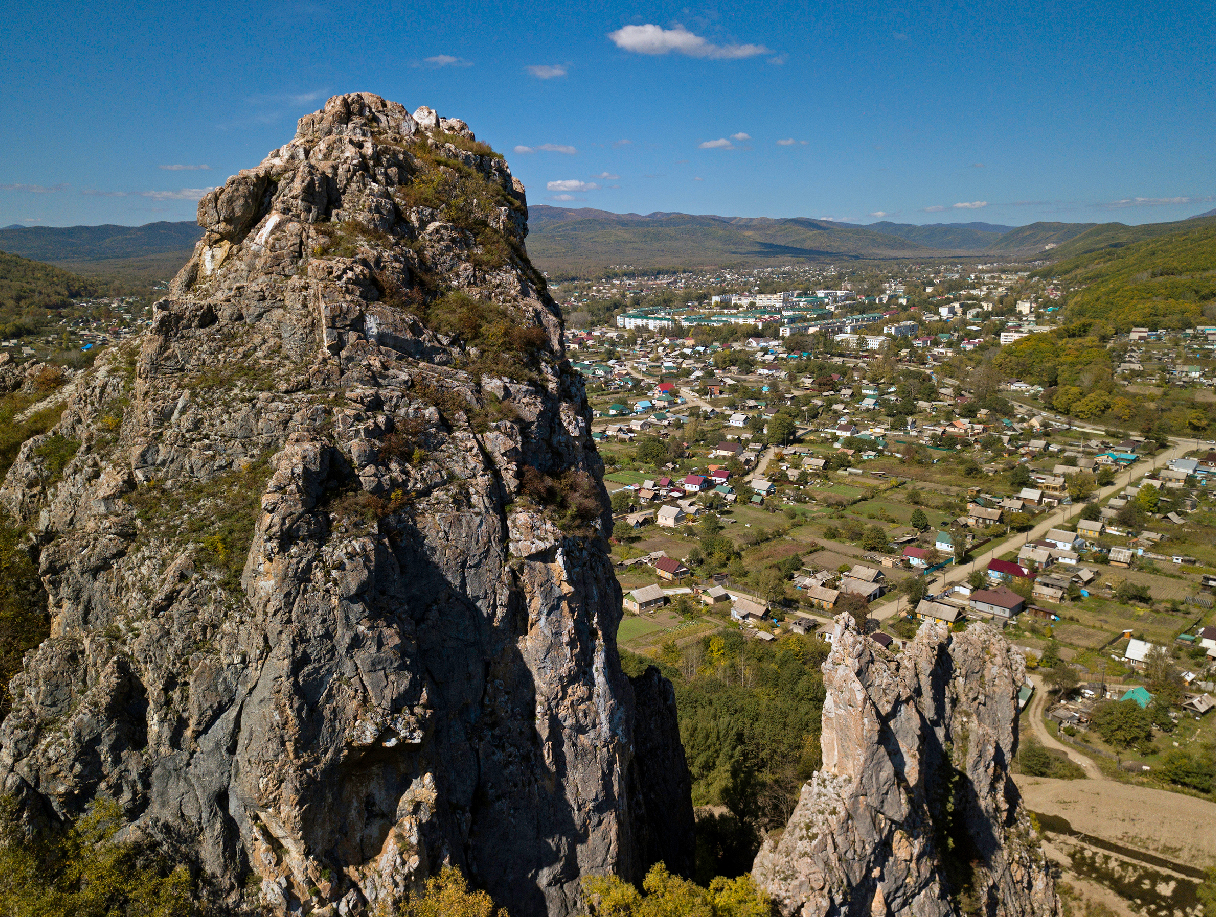
Вид на поселок Кавалерово со скалы Дерсу
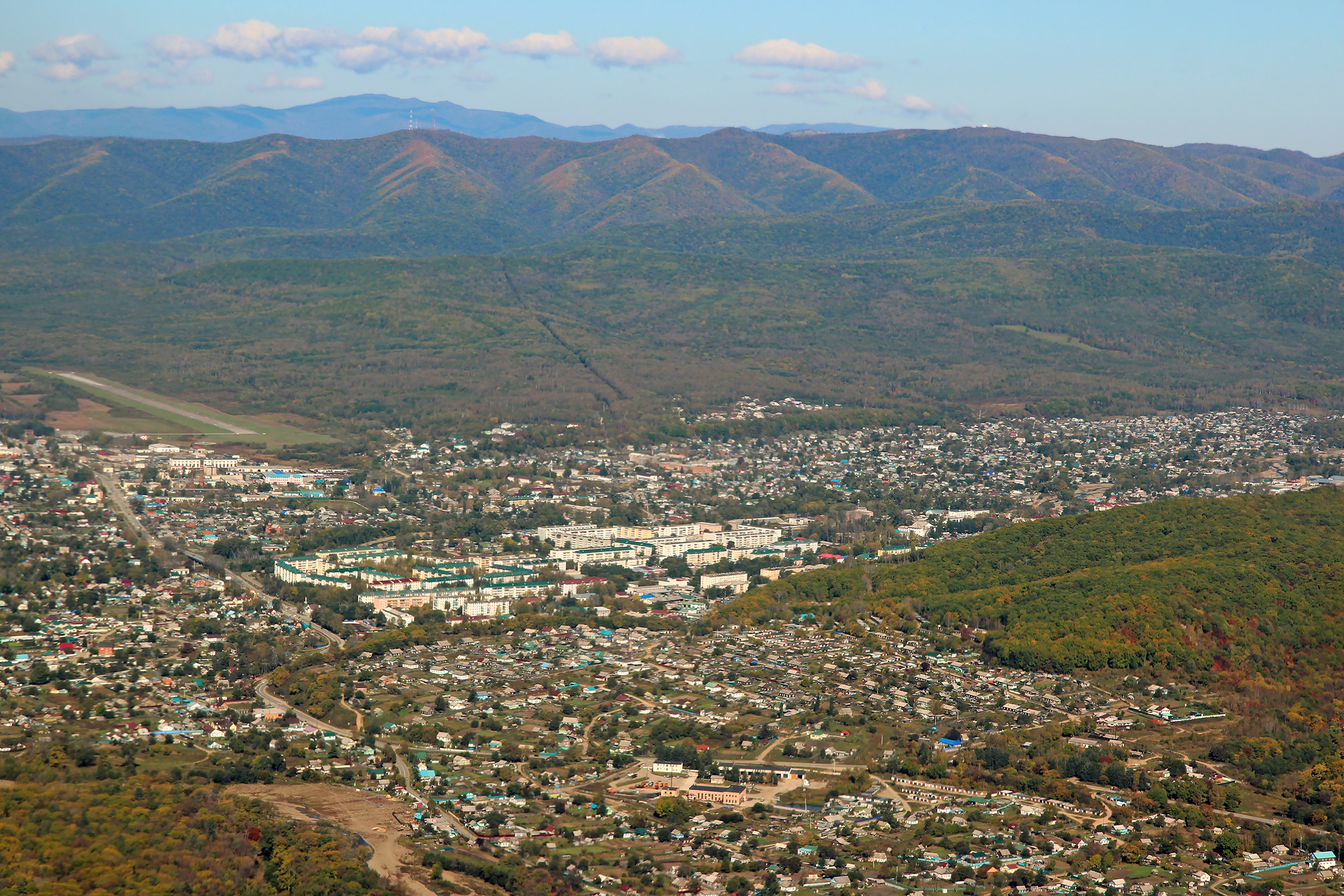
Вид на Кавалерово из самолета при заходе на посадку
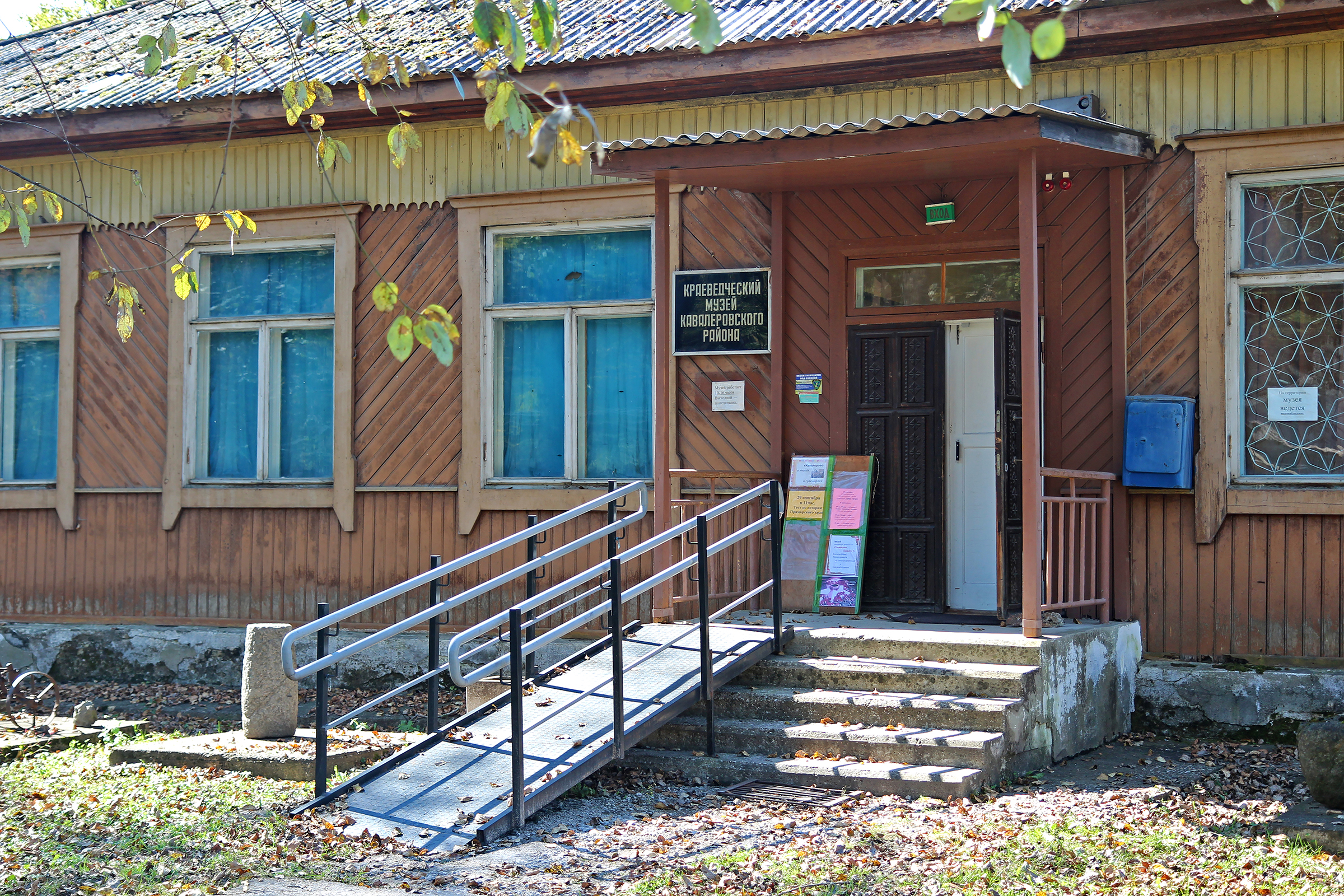
Краеведческий музей Кавалеровского района